# Xystrocera orientalis
Xystrocera orientalis es una especie de escarabajo longicornio del género Xystrocera, categorizada en la tribu Xystrocerini, de la subfamilia Cerambycinae. Fue descrita por Breuning en 1961.

## Descripción
Mide 14-22 mm de longitud.

## Distribución
Se distribuye por Tanzania.